# Антонович, Иосиф Аркадьевич
Иосиф Аркадьевич Антонович (16 марта 1931, д. Васюльки, Мядельский район — 14 октября 2012) — министр монтажных и специальных строительных работ Белорусской ССР,  заслуженный строитель БССР.

## Биография
После окончания в 1950 г. Могилевского строительного техникума работал техником.
В 1951 г. призван в ряды Советской Армии.
С 1954-го по 1961 год работал в Белорусском политехническом институте лаборантом, инженером, старшим инженером ОКСа, совмещая работу с учёбой. В 1959 году получил специальность инженера-строителя.
С 1961 года прораб, начальник участка, заместитель начальника Минского домостроительного комбината № 1, секретарь парткома комбината.
Член КПСС с 1963 года. С 1966 года заведующий отделом Минского горкома, обкома КПБ, где занимается вопросами строительства.
С 1970 года министр монтажных и специальных строительных работ БССР. Член Ревизионной комиссии КПБ в 1971—81, кандидат в члены ЦК КПБ с 1981 года. Депутат Верховного Совета БССР с 1971 года.
С его именем связано создание в Беларуси специализированной монтажной отрасли строительного производства в составе подрядных и промышленных предприятий, отраслевых учебных заведений, объектов социально-культурного назначения.
За бытность И.А. Антоновича министром были возведены новые города — Новополоцк, Солигорск, Светлогорск, Жодино. Одновременно в Тюменской области на нефтегазовых месторождениях возведен город Лангепас, построен ряд объектов на БАМе, в Нечернозёмной зоне РСФСР. Монтажные организации министерства совместно с генподрядчиками приняли активное участие в ликвидации последствий аварии на Чернобыльской АЭС в Гомельской, а затем и Могилевской областях, а также последствий землетрясения в Армении в 1989 году в городах Кировакан и Гугарк.
С 1992 года – президент концерна «Белстроймонтаж».

## Награды
Награждён орденами Ленина, Октябрьской Революции, Трудового Красного Знамени, «Знак Почета». Ему было присвоено высокое профессиональное звание «Заслуженный строитель БССР».

## Сноски
1. 1 2 3  Антонович Иосиф Аркадьевич // Биографический справочник —  Мн.: «Белорусская советская энциклопедия» имени Петруся Бровки, 1982. — Т. 5. — С. 28. — 737 с.
2. ↑  Знаменитые люди Мядельщины Архивная копия от 29 мая 2016 на Wayback Machine(рус.